# SUPER LOVER〜I need you tonight〜
『SUPER LOVER〜I need you tonight〜』（スーパー・ラヴァー アイ・ニード・ユー・トゥナイト）は、2003年5月21日にリリースされた日本の歌手グループw-inds.の8枚目のシングルである。

## 解説
- 「Another Days」、「Because of you」に続く、シングルでの3度目のオリコン週間チャート1位獲得曲。
- タイトルおよび詞中での"SUPER LOVER"は、“運命のひと”、“最後の恋人”といった意味合いが含まれている。
- イタリアのディスココンピレーションアルバム『Disco De Oro』に収録されているDJ Spavento「Super Lover」が原曲。
- 2003年5月26日、HEY!HEY!HEY! MUSIC CHAMPに出演した。
- 2003年11月22日、Ayu ready?に出演した。

## 収録曲
1. SUPER LOVER〜I need you tonight〜
（作詞:shungo. / 作曲:Giorgio Vanni, Massimo Longhi / 編曲:Haya10）
2. no one else
（作詞:shungo. / 作曲:Marcus Englof, Emi Heiling, Johan Bejerholm, Nick Woodbridge / 編曲:Haya10）
3. SUPER LOVER〜I need you tonight〜 (Instrumental)
（作曲:Giorgio Vanni, Massimo Longhi / 編曲:Haya10）
4. no one else (Instrumental)
（作曲:Marcus Englof, Emi Heiling, Johan Bejerholm, Nick Woodbridge / 編曲:Haya10）

## タイアップ
- 日本テレビ系『あんグラ☆NOW!』2003年5月度エンディングテーマ